# Miscarello
Miscarello (Muscareḍḍu in siciliano) è una piccola frazione di Giarre (Città metropolitana di Catania), molto rinomata per la produzione d'uva da vino.
Il toponimo appare per la prima volta in una carta del '700, dove non compaiono invece Macchia e San Giovanni Montebello, ed è quasi certamente di origine araba (probabilmente esso significa "refrigerio divino").
Il paese è stato definito più volte "Terrazza di Giarre".

## Monumenti e luoghi d'interesse

### Architetture religiose
La piccola chiesa del borgo, un tempo cappella patronale, è dedicata alla Madonna del Rosario. Dopo un incendio nel 2011 che ne causò il crollo del tetto, venne restaurata tra il 2021 e il 2022.

## Galleria d'immagini

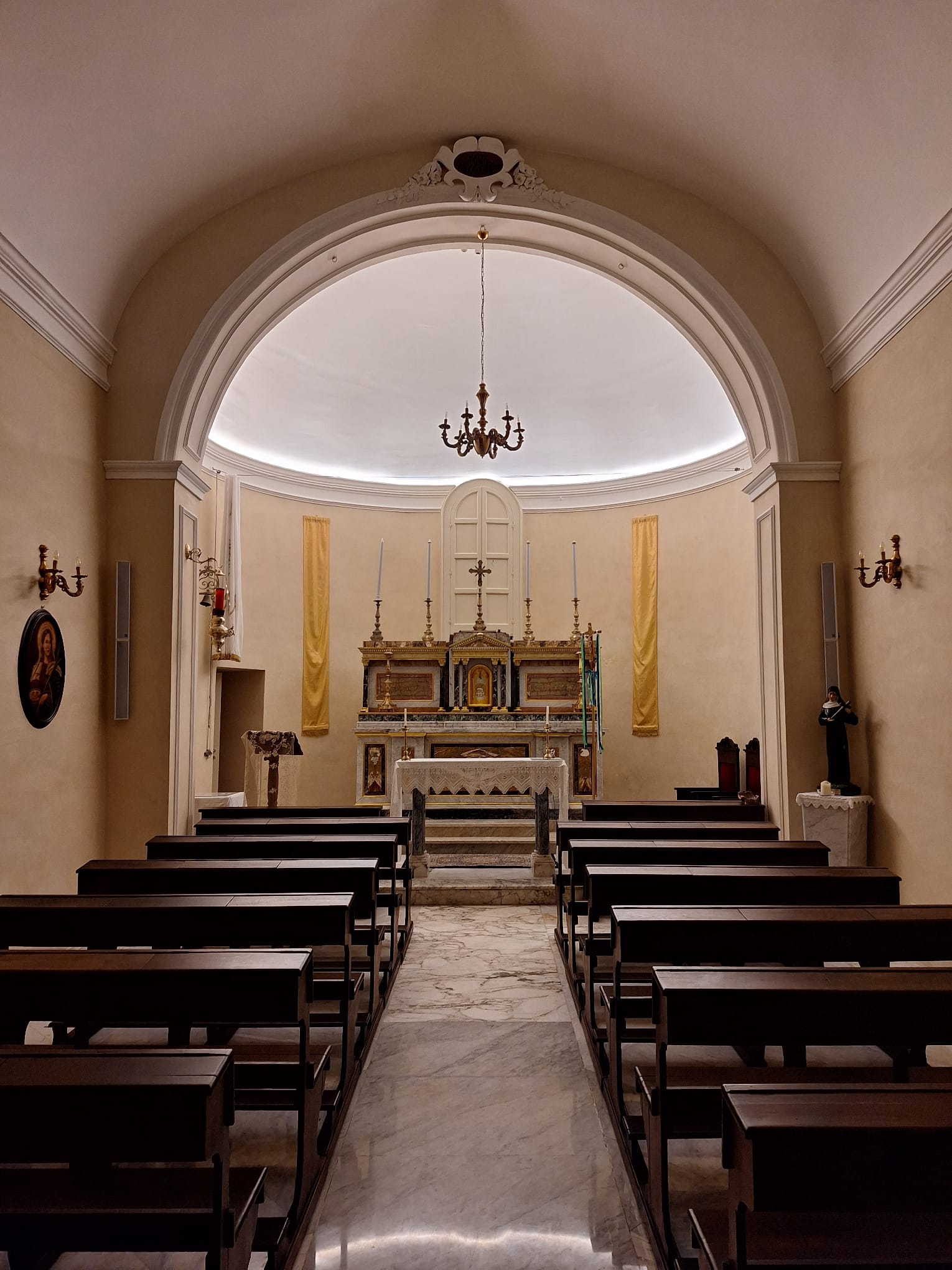
Interno della chiesa di Maria Santissima del Rosario (2024)